# Мгалоблишвили, Бидзина Иванович
Бидзина Иванович Мгалоблишвили (груз. ბიძინა მგალობლიშვილი, 20 сентября 1919 года, Марани Абашского района — 27 сентября 1993 года, Сухуми) — заслуженный врач Абхазии, профессор, главный психиатр Абхазии, общественный деятель и председатель общества психиатров и невропатологов Абхазии.

## Биография
В 1947 году окончил Тбилисский медицинский институт. После окончания учёбы работал в НИИ психиатрии Грузии имени М. М. Асатиани, под руководством А. Д. Зурабишвили. В 1951 году Бидзину Ивановича направили в город Сухуми возглавлять психоневрологическую службу Абхазии, где он проработал до 1969 года главным врачом. Кандидат медицинских наук (1968)
В 1975 году в Абхазии (село Владимировка, Гулрыпшский район) открылась новая психиатрическая больница с отделением неврозов и пограничных состояний, которой руководил Бидзина Иванович Мгалоблишвили.
С 1968 по 1970 года работал в Москве в Институте психиатрии под руководством Василия Михайловича Банщикова, где и защитил научную степень. Бидзина Мгалоблишвили автор более 40 научных работ по психиатрии, руководитель научных мероприятий в области невропатологии и психиатрии.
Впервые в 1975 году в западной Грузии и Абхазии открыл отделение неврозов и пограничных состояний. Преподавал в Абхазском Государственном Университете.
27-го сентября в день падения города Сухуми, Бидзина Иванович был расстрелян сепаратистами. Награждён посмертно Орденом Святого Георгия 2 степени. Похоронен в Марани на фамильном кладбище.
На родине Б. И. Мгалоблишвили в селе Марани открыта мемориальная доска.